# Ángel Carromero
Ángel Francisco Carromero Barrios (Madrid, 12 de noviembre de 1985) es un expolítico español y antiguo asesor del Partido Popular (PP) en el Ayuntamiento de Madrid hasta el 17 de febrero de 2022, en que dimitió en medio de un escándalo por posibles encargos de espionaje del PP contra la presidenta de la Comunidad de Madrid, Isabel Díaz Ayuso. Fue secretario general de Nuevas Generaciones del Partido Popular de Madrid, cargo que ocupaba cuando se hizo conocido a nivel internacional por ser condenado en Cuba por el homicidio imprudente, por accidente de tráfico, de Oswaldo Payá, dirigente de la oposición cubana. 

## Estudios y actividad política
Se licenció en Derecho en la Universidad Católica de Ávila, y cursó un estudio de Finanzas y de Relaciones Internacionales en la Fordham University de Nueva York.
Desde 2006 hasta 2013 fue presidente de Nuevas Generaciones del Partido Popular en el distrito madrileño de Salamanca. Además, fue vicesecretario general de NNGG de Madrid hasta 2013, cuando tras ganar un congreso regional fue nombrado secretario general de Nuevas Generaciones de Madrid.
Desde junio de 2009 trabaja de asesor en el Ayuntamiento de Madrid. Primero para la concejal Begoña Larraínzar en los distritos de Latina (2009-2011) y Moratalaz (2011-2013). Desde finales de marzo de 2013 hasta el 17 de febrero de 2022 trabajó como asesor del grupo municipal del Partido Popular. 
Fue dueño de un gimnasio que abrió en el verano de 2009 en el distrito madrileño de Salamanca, donde reside. Entonces ejercía como administrador único de la sociedad Lostic Investment S.L. que cesó a favor de su madre en marzo de 2010.
Uno de los varios escándalos que protagonizó fue cuando el PP le abrió expediente disciplinario por haber formalizado 50 cambios de afiliación del distrito de Salamanca al de Moncloa-Aravaca con el objeto de manipular el censo para influir en las elecciones locales del partido. Las hojas en las que se aprueban los traslados aparecían selladas con el logo de NNGG y estaban firmadas por él. Siete militantes aseguraron, mediante declaración firmada, que nunca habían solicitado un cambio y que se había hecho contra su voluntad. Asimismo, adujeron que Carromero les había coaccionado para que votasen a un determinado candidato en el congreso que se celebraba por aquellas fechas.
En octubre de 2013 fue elegido por unanimidad secretario general de Nuevas Generaciones del Partido Popular en Madrid, el segundo puesto de mayor poder tras la presidenta Ana Isabel Pérez.
Su gestión al frente de Nuevas Generaciones de Madrid fue muy cuestionada tanto por el Partido Popular como por sus compañeros. En los últimos años se dedicó a colocar a sus amigos como presidentes locales de Nuevas Generaciones a través de la imposición de gestoras con el objetivo de controlar todo el poder territorial. Asimismo, fueron muchas las acusaciones que le señalaron por incumplir los estatutos de la organización. Ángel Carromero también maniobró para permanecer en la organización aún cumpliendo los 30 años que son la edad máxima para permanecer en Nuevas Generaciones.
En septiembre de 2019, fue nombrado director general de la Coordinación de la Alcaldía de Madrid con lo que se convirtió en un alto cargo y asesor directo de José Luis Martínez-Almeida, contando con un sueldo de alrededor de 90.000 euros anuales. Orgánicamente es además vicesecretario electoral del PP de Madrid. El 17 de febrero de 2022, dimitió de todos sus cargos en el ayuntamiento después de verse implicado en el caso de espionaje a la presidenta de la Comunidad de Madrid Isabel Díaz Ayuso. Esta dimisión se produjo justamente el mismo día en el que varios medios de comunicación le acusaron de estar directamente implicado en dicho caso de espionaje, supuestamente realizado a través de Álvaro González, director de la Empresa Municipal de la Vivienda y Suelo (EMVS), al que habría encargado que investigase, por medio de un detective privado, el cobro de comisiones por parte del hermano de Ayuso.
El 23 de febrero, abandonó el Partido Popular y por lo tanto los cargos que aún ocupaba en el PP de Madrid (era presidente del Comité Electoral y del distrito del PP de Chamartín), tras la guerra interna y el escándalo del supuesto espionaje a la presidenta de la Comunidad de Madrid. Un mes después de su dimisión fue contratado por la Fundación Marqués de Oliva donde  desempeñará funciones de  «promoción y gestión» de la organización, la fundación madrileña esta presidida por el empresario Alejandro Suárez Sánchez-Ocaña, dueño de los medios de comunicación Merca2, Moncloa.com y Diario Qué!

## Detención, juicio y condena en relación con la muerte de Oswaldo Payá
El 22 de julio de 2012 fue detenido en Cuba tras un accidente de tráfico en el que murieron Oswaldo Payá (un conocido activista opuesto al gobierno cubano) y Harold Cepero. Ángel Carromero (el conductor) y el dirigente de la Juventud Cristiano Demócrata de Suecia, Aron Modig, solo resultaron heridos.
Cuba acusó a Carromero de financiar ilegalmente a la oposición cubana. Carromero corría el riesgo de ser procesado por las mismas leyes que ya se usaron en 2011 para condenar al estadounidense Alan Gross a 15 años de prisión. En ese último juicio en Cuba a un extranjero involucrado en actividades políticas consideradas ilegales la fiscalía había pedido 20 años por «actos contra la independencia o la integridad territorial del estado» según el artículo 91 del código penal cubano que postula «sanción de privación de libertad de diez a veinte años o muerte». Es uno de varios artículos de los que Amnistía Internacional pidió su revocación porque consideraba «que en la práctica su interpretación actual vulnera libertades fundamentales».
El 28 de julio de 2012, el Ministerio del Interior de Cuba divulgó un informe que dijo que según investigaciones oficiales fueron «falta de atención al control del vehículo, el exceso de velocidad y la incorrecta decisión de aplicar los frenos de manera abrupta en una superficie resbaladiza las causas que determinaron este trágico accidente que costó la vida a dos seres humanos». El 16 de agosto se reportó que la Fiscalía había preparado acusación formal por homicidio imprudente contra Carromero, que se encontraba en prisión provisional en La Habana.
El juicio contra Carromero por los hechos sucedidos en Cuba se celebró el 5 de octubre de 2012 y duró 11 horas. Las detenciones temporales de la reportera del periódico El País, Yoani Sánchez, y dos personas más para inhibir su cobertura del juicio polémico generaron protestas internacionales contra las autoridades cubanas, por ejemplo por Amnistía Internacional, por los gobiernos de Estados Unidos e Italia y por la Unión Europea.
El Código Penal cubano establecía una pena máxima de hasta 20 años por las «graves consecuencias» del accidente con en el fallecimiento de dos personas. La Fiscalía cubana pedía 7 años de prisión para Carromero. En el juicio la defensa pidió la absolución. El 15 de octubre el Tribunal Provincial de Bayamo dictó la condena de cuatro años de prisión. Carromero no recurrió la sentencia para acelerar las negociaciones diplomáticas entre Cuba y España con el fin de lograr su repatriación.

### Discusión pública de la pérdida de su carné de conducir
Carromero había acumulado en España dos multas de tráfico desde 2009 que resultaron en la pérdida de todos los ocho puntos de su carné de conducir en 2012. La primera multa fue por exceso de velocidad en la A-3 en agosto de 2009 (seis puntos), agravada por su condición de conductor novel con un límite de 90 km/h. Recibió la segunda multa por hablar con el móvil (tres puntos). La Dirección General de Tráfico (DGT) le había notificado el 18 de mayo de 2012 que iniciaba la tramitación del expediente para retirarle el carné de conducir. Además, tenía más de 40 multas de aparcamiento a su nombre. En agosto de 2012, varios medios de comunicación españoles y después internacionales publicaron la información de que Carromero había perdido los puntos de su carné antes de su viaje a Cuba. Entre ellos, algunos reportes en los mayores periódicos de España alegaron que Carromero ya no tenía carné válido desde mayo, que tenía no una sino tres multas por exceso de velocidad y que su multa de seis puntos era «aplicada únicamente cuando la velocidad del vehículo dobla la permitida.» Inmediatamente después de la publicación de los primeros artículos incriminatorios en la prensa española, su madre trató de defender la imagen pública de su hijo en una carta abierta, pidiendo «prudencia y responsabilidad» y advirtiendo que el tono acusatorio de los reportes «perjudica gravemente su capacidad de defensa y facilita la acusación y agravamiento del proceso al que se enfrenta». Cuando estaba ya de regreso en España, en enero de 2013, Carromero consideró pedir una investigación de quién filtró la existencia de sus multas. Según declaraciones de Carromero relatado por Pablo Casado, el gobierno cubano cambió de actitud cuando conoció la información sobre sus multas. Su abogado afirmó: «Eso fue creando una opinión que no le era favorable y que no hubiera existido de no haber sido Ángel una persona pública.»

### Negociaciones diplomáticas y repatriación a España
Tras intensas negociaciones entre los gobiernos de Cuba y de España entre octubre y diciembre de 2012, Carromero fue trasladado a España el 29 de diciembre para cumplir el resto de su condena en su país en aplicación de lo dispuesto en un convenio internacional bilateral de ejecución de sentencias penales suscrito entre Cuba y España en 1998. El poco tiempo que Carromero tuvo que permanecer en Cuba comparado con el tiempo medio que requiere en los cientos de casos de ciudadanos españoles que cumplen pena en cárceles de otros países, dio lugar a comentarios críticos en la prensa y sirvió de referencia en el Congreso de los Diputados español. Carromero viajó de La Habana a Madrid junto a otro preso español, también repatriado bajo los términos del convenio.
Carromero pasó sus primeras semanas interno en la cárcel de Segovia hasta que le fue otorgado el tercer grado penitenciario por la Secretaría General de Instituciones Penitenciarias. Salió de la prisión el 12 de enero y tuvo que pasar las noches entre lunes y jueves en el Centro de Inserción Social (CIS) Victoria Kent en Madrid hasta que el 14 de febrero le fuese concedido un control telemático que desde entonces le permitió dormir todas las noches en su casa. Carromero cumplió todos los requisitos legales del tercer grado. La celeridad de la tramitación de ese privilegio fue criticada por el portavoz del PSOE en la Comisión de Interior en el Congreso de los Diputados español, Pedro Muñoz. Paralelamente, Carromero solicitó al Gobierno de España el indulto de la pena impuesta por el tribunal cubano. Mientras se tramitaba dicha solicitud, Carromero pidió a la Audiencia Nacional que le concediera la suspensión de la pena. La Sala de lo Penal de la Audiencia rechazó en marzo de 2013 dicha solicitud con el argumento de que «no lleva a cabo vida alguna de carácter estrictamente penitenciario» al estar cumpliendo su condena sin acudir a la prisión ni siquiera para dormir.

#### Controversia por la reincorporación a su puesto de trabajo
El regreso de Carromero a su puesto de trabajo en el Ayuntamiento de Madrid generó una polémica política y numerosas protestas. Los sindicatos de la Junta Municipal de Moratalaz organizaron manifestaciones y redactaron una carta de protesta contra la reincorporación de Carromero a la concejala presidenta del distrito, Begoña Larraínzar, como a la alcaldesa, Ana Botella. La carta hizo referencia a la reciente reducción de puestos de trabajo y denunció una «discriminación clara entre Carromero y la plantilla municipal» y fue firmada por un gran número de colegas municipales del asesor. Además, el caso Carromero hizo más conocido el fenómeno de los más de 200 asesores en el Ayuntamiento que eran nombrados a dedo y estaban estrechamente vinculados a los partidos políticos — en la mayoría al gobernante Partido Popular.

### Nueva versión del accidente y cierre del caso
Una vez en España, Carromero ofreció al diario The Washington Post una nueva versión del accidente que costó la vida a Payá y Cepero. En la entrevista que se publicó en marzo de 2013 Carromero manifestó que fue otro vehículo con un distintivo del gobierno cubano el que les embistió y provocó el accidente. También calificó el juicio en el que había sido condenado como farsa y añadió que fue obligado a mentir para aceptar la versión que el tribunal cubano ofreció finalmente. Su nueva declaración dio lugar a nuevas peticiones de que se realizara una investigación internacional de los hechos, una de esas por parte del gobierno de Estados Unidos. Las afirmaciones de Carromero generaron una discrepancia política dentro de su propio partido sobre la necesidad de tal investigación, enfrentando a Esperanza Aguirre, presidenta del PP madrileño, y José Manuel García-Margallo, ministro de Asuntos Exteriores.

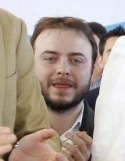
Ángel Carromero en 2014

La versión de los hechos presentada por Carromero confirmó informaciones dadas por la familia de Payá que ya desde inicios de agosto de 2012 estaba pidiendo una investigación independiente del gobierno cubano. En parte, la familia basó sus cuestionamientos iniciales de la versión oficial en información mandada por Carromero y Modig a través de SMS el mismo día del incidente. Según la familia, el primer mensaje de texto recibido dijo que un coche les estaba persiguiendo. En otro SMS presentado por la familia Payá, mandado por Modig el 22 de julio desde el hospital en Bayamo, el sueco se refiere a Carromero: «Dice Ángel que un carro lo empujó fuera de la carretera». La autenticidad del mensaje fue confirmada por Modig en marzo de 2013.
En su segunda entrevista, esta vez publicado por el diario español El Mundo en agosto de 2013, Carromero ofreció más detalles sobre los hechos. Por ejemplo, dijo que estaba seguro de que Payá había salido vivo del accidente y que agentes de la Seguridad del Estado cubano le mataron después.
El testimonio de Carromero fue un elemento de la querella ante la Audiencia Nacional de España que la familia Payá presentó con el fin de alentar una investigación independiente de la muerte de Oswaldo Payá, que tenía la ciudadanía española. También el Centro Robert Kennedy para la Justicia y los Derechos Humanos se refirió en parte a las informaciones dadas por Carromero en una demanda presentada a la Organización de los Estados Americanos, en que pidió la nulidad del juicio contra Carromero. A finales de febrero de 2014, la Audiencia Nacional confirmó la decisión del juez Eloy Velasco, tomada en septiembre de 2013, de no aceptar la querella interpuesta por la familia de Oswaldo Payá contra dos altos mandos militares cubanos por la muerte del disidente cubano. Esta sentencia de la Audiencia Nacional tuvo como consecuencia que la justicia española diera por bueno y válido el juicio celebrado en Cuba contra Carromero, donde fue condenado por homicidio imprudente.
En junio de 2023, la Comisión Interamericana de Derechos Humanos (CIDH) determinó que la dictadura cubana es responsable de la muerte de los opositores Oswaldo Payá y Harold Cepero, acontecidas en julio de 2012 mientras se desplazaban en un coche.

## Noticias relacionadas
- D. Fernández, Á. Callejo (3 de mayo de 2013). «El último viaje de Carromero». 20minutos.es. Consultado el 10 de junio de 2013.
- «Nota oficial del Ministerio del Interior (+ Infografía y Video)». Juventud Rebelde. 27 de julio de 2013. Consultado el 10 de junio de 2013.
- «Cuba prueba que Carromero y Modig se involucraron en actividades ilegales (+ Video)». Cubadebate. 3 de agosto de 2012. Consultado el 10 de junio de 2013.
- «Portavoz del MCL denuncia silencio de España y Suecia en caso Payá». Martí Noticias. 29 de agosto de 2012. Consultado el 10 de junio de 2013.
- Lafuente Portillo, Sandra (5 de octubre de 2012). «El acusado del que nadie quiere hablar en España». BBC Mundo. Consultado el 4 de junio de 2013.
- «Jose María Viñals, abogado de Ángel Carromero: “En España no lo habrían condenado”». Diario Jurídico. 30 de diciembre de 2012. Archivado desde el original el 18 de enero de 2013. Consultado el 10 de junio de 2013.
- Losada Pescador, Luis (23 de enero de 2013). «Nuevas Generaciones defendió que Oswaldo Payá fue “atacado y asesinado”». La Gaceta. Consultado el 10 de junio de 2013.
- «Cuba pidió un cambio en la posición de la UE para trasladar a Carromero a España». El Mundo. 28 de febrero de 2013. Consultado el 10 de junio de 2013.
- «Ángel Carromero on the crash that killed Cuba’s Oswaldo Payá». Washington Post (en inglés). 5 de marzo de 2013. Consultado el 10 de junio de 2013.
- «Carromero: No podría vivir siendo cómplice en silencio (con traducción de la entrevista del Washington Post)». Café Fuerte. 6 de marzo. Consultado el 10 de junio de 2013.
- González, Yolanda (18 de marzo de 2013). «Malestar en Exteriores por los últimos pasos dados por Carromero». infoLibre.es. Consultado el 10 de junio de 2013.
- J.M. Olmo: Las Nuevas Generaciones de Carromero: ceses fulminantes, gestoras y cargos a dedo